# 蒂埃斯-昂特尔瓦伊斯
蒂埃斯-昂特尔瓦伊斯（法語：Thuès-Entre-Valls，法語發音：[tɥɛs ɑ̃tʁ vajs] ⓘ）是法国东比利牛斯省的一个市镇，属于普拉德区。

## 地名
由于语源问题，该地名“Thuès-Entre-Valls”拼读方式不符合法语正字法，其标准发音为[tɥɛs ɑ̃tʁ vajs]，根据实际发音其应译作“蒂埃斯-昂特尔瓦伊斯”，《世界地名翻译大辞典》与《世界地名译名词典》将其误译作“蒂埃昂特尔瓦勒”。

## 历史
16世纪，村庄图埃斯（Thuès）和特雷斯瓦利斯（Trèsballs）合并为图埃斯-特雷瓦利斯（Thuès-Treballs），后变为今天的蒂埃斯-昂特尔瓦伊斯（Thuès-Entre-Valls）。

## 地理
蒂埃斯-昂特尔瓦伊斯（42°31'27"N, 2°13'24"E）面积20.41 平方千米，位于法国奧克西塔尼大區东比利牛斯省，该省份为法国大陆部分最南部的省份，涵盖了北加泰罗尼亚，北起奥德省，西接阿列日省和安道尔，南与西班牙接壤，东临地中海。
与蒂埃斯-昂特尔瓦伊斯接壤的市镇（或旧市镇、城区）包括：卡纳韦耶、涅尔、丰佩德鲁斯。
蒂埃斯-昂特尔瓦伊斯的时区为UTC+01:00、UTC+02:00（夏令时）。

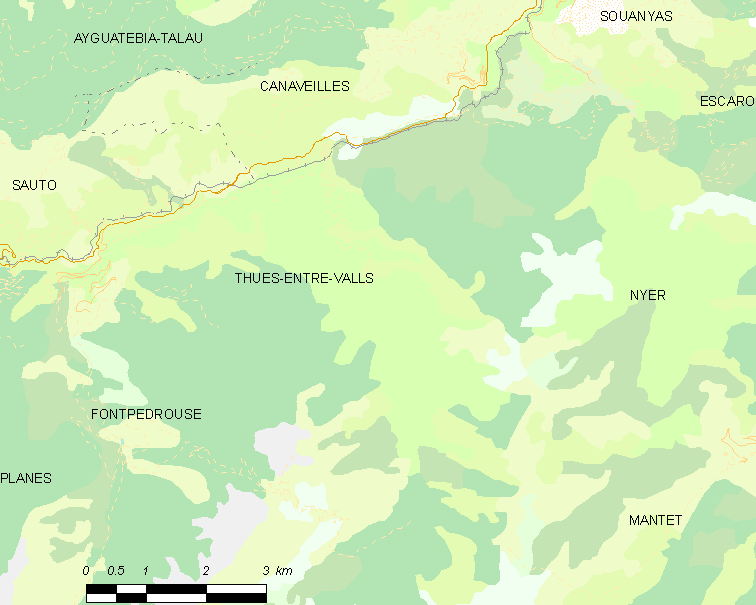
蒂埃斯-昂特尔瓦伊斯的OSM定位图

## 行政
蒂埃斯-昂特尔瓦伊斯的邮政编码为66360，INSEE市镇编码为66209。

## 政治
蒂埃斯-昂特尔瓦伊斯所属的省级选区为加泰罗尼亚比利牛斯县。

## 人口

1962-2008年间蒂埃斯-昂特尔瓦伊斯人口变化图示

蒂埃斯-昂特尔瓦伊斯于2022年1月1日时的人口数量为26人。